# Cyclocheilichthys
Cyclocheilichthys es un género de peces de la familia de los Cyprinidae en el orden de los Cypriniformes.

## Especies
Las especies de este género son:
- Cyclocheilichthys apogon (Valenciennes, 1842)
- Cyclocheilichthys enoplus (Bleeker, 1850)
- Cyclocheilichthys furcatus Sontirat, 1989
- Cyclocheilichthys heteronema (Bleeker, 1854)
- Cyclocheilichthys janthochir (Bleeker, 1854)
- Cyclocheilichthys lagleri Sontirat, 1989
- Cyclocheilichthys schoppeae Cervancia & Kottelat, 2007
- Cyclocheilichthys sinensis Bleeker, 1879